# W37
A W37 foi uma arma nuclear dos E.U.A, ele foi desenhada como uma variante da W31. O redesenho da W31 iria proporcionar um rendimento maior. O desenvolvimento começou em janeiro de 1956, três meses depois a XW31 foi renomeada para XW-31Y1 (para yield (rendimento) 1) e a designação XW-37 foi alterado para XW-31Y2 (para a yield (rendimento) 2).
A W31 iria atuar como ogiva para dois mísseis e como bomba de demolição atômica.